# Tanguy Dailland
Tanguy Dailland (7 giugno 1996) è uno sciatore nautico francese.

## Palmarès
- Giochi del Mediterraneo

Tarragona 2018: bronzo nello slalom.
- Giochi del Mediterraneo sulla spiaggia

Petrasso 2019: argento nella figura e bronzo nello slalom.